# Payson (Utah)
Payson es una ciudad del condado de Utah, estado de Utah, Estados Unidos. Según el Censo de 2020 tenía una población de 21,101 habitantes y una densidad poblacional de 624.66 personas por km².

## Geografía
Payson se encuentra en las coordenadas 40°2′20″N 111°43′59″O / 40.03889, -111.73306.
Según la oficina del censo de Estados Unidos, la ciudad tiene una superficie total de 17,6 km². No tiene superficie cubierta de agua.